# Tancredi Milone
Tancredi Milone (Venaria Reale, 3 aprile 1831 o 1839 – Torino, 21 ottobre 1908) è stato un attore e commediografo italiano.

## Biografia
Allievo di Giovanni Toselli (fondatore del teatro dialettale piemontese)  recitò per anni nella Compagnia diretta dallo stesso Toselli diventandone condirettore.
Fu insuperabile  interprete della  parte del  "Capo Sezione"  nelle Miserie  'd monsù Travet di Vittorio Bersezio. Nel 1869-70 fondò "La Compagnia Subalpina"  (prima con Antonio Cavalli e Teodoro Cuniberti poi con Francesco Ferrero, Teresa Rosano ed Enrico Gemelli) che,  il 2 marzo 1871 al teatro Nazionale di Genova ottenne  uno strepitoso  successo  nella  commedia Son  neir,  son  ross,  son  bianch  di E.Gemelli. Altro successo memorabile l'ottenne il 12 marzo 1872 al teatro Rossini di Torino in Luisa d'Ast di Mario Leoni; e l'8 gennaio 1886 ne Lj mal  nutrì, sempre di M. Leoni al Teatro d'Angennes (poi Giandoja) di Via Principe Amedeo a  Torino.
Diresse, con Giovanni Toselli ed Enrico Gemelli, la grande compagnia La Torinese  formatasi nel  1880, poi,  scioltasi questa,  formò prima  una compagnia  insieme con  E. Gemelli e P. Vaser, poi un'altra con D. Berlenda.
Per meriti artistici ottenne il  Cavalierato della Corona d'Italia. 
Scrisse  una interessante opera intitolata "Memorie e documenti del teatro piemontese" con la quale  ci  lasciò una  preziosa  testimonianza dei  primordi  del teatro dialettale pedemontano e puntualizzò le varie fasi della carriera artistica del suo  maestro G. Toselli.
Ebbe  una  figlia, Giuseppina  Milone  Romagnoli, anche lei  ottima  attrice del teatro dialettale  piemontese,  che  recitò  per  anni  nelle  più  importanti compagnie dell'epoca, riscuotendo unanimi consensi di pubblico e di critica.
A lui è dedicata la biblioteca civica "Tancredi Milone" di Venaria Reale.

## Opere
Commediografo
- Chi  la fà  la speta  (Prima rappresentazione al teatro Balbo, 1869)
- La festa an  montagna (Teatro Stadera, 1870)
- Le nòsse  an colina (Teatro  Rossini, 1870)
- El pì  bon ovrijè  (Teatro Rossini, 1871)
- La partensa dij coscrit (Teatro Rossini,  1873)
- Tutj an gabia (Teatro  Commedia, Milano,  1875)
- Un  savi an  mes ai  mat (Teatro  Nazionale, Piacenza,  1875)
- L'amis ‘d ca (Teatro Rossini, 1882)
- Creada e padrona, Vaudeville con musiche del maestro Termignon (Teatro Rossini, 1885)